# Carl Lovén (1878–1940)
Carl Johan Axel Lovén, född 15 juli 1878 på Eliselund i Hällestads socken, Skåne, död 1 februari 1940 i Stockholm, var en svensk militär och försäkringsman.
Carl Lovén var son till majoren Sven Olof Lovén och bror till Sven A. Lovén. Han blev underlöjtnant vid Göta artilleriregemente 1899, genomgick Krigshögskolan 1902–1904, fick transport till Svea artilleriregemente och utnämndes samtidigt till kapten. Han blev major i armén vid övergång till reserven 1928. Samma år blev han tjänsteman i Försäkringsaktiebolaget Fylgia. Efter första världskriget var Lovén 1920 chef för Röda korsets hjälpauktion i Wien. Övertygad om luftvärnets betydelse tog Lovén 1926 initiativet till bildandet av Stockholms luftvärnsförening och ägnade därefter ett stort intresse för den frivilliga luftvärnsrörelsen. Vid Stockholms luftvärnsförening var han övningsledare, styrelseledamot, ledamot av ekonomiutskottet och slutligen som vice ordförande. Det var främst tack vare Lovéns insatser som det vid krigsutbrottet 1939 redan fanns en organisation för Stockholms luftförsvar.